# خواب جینی را می‌بینم… پانزده سال بعد
خواب جینی را می‌بینم… پانزده سال بعد (انگلیسی: I Dream of Jeannie... Fifteen Years Later) فیلمی به کارگردانی ویلیام آشر محصول سال ۱۹۸۵ است.